# Gustavo Lazzaretti de Araújo
Gustavo Lazzaretti de Araújo, o semplicemente Gustavo o Gustavo Lazzaretti (Curitiba, 9 marzo 1984), è un ex calciatore brasiliano, difensore.

## Carriera
Ha giocato anche in Serie A con le maglie di Udinese e Treviso. Il 18 aprile 2012 è ingaggiato dal Ponte Preta.